# Campeonato Argentino de Rugby 1962
El Campeonato Argentino de Rugby de 1962 fue la décimo-octava edición del torneo de uniones regionales organizado por la Unión Argentina de Rugby. Se llevó a cabo entre el 15 de agosto y el 12 de octubre de 1962.
Tras ausentarse en la edición anterior, la Unión Riocuartense de Rugby no volvió a participar al ya no estar afiliados a la UAR. La Comisión del Interior propuso en esta temporada limitar las uniones regionales a una sola por provincia, dándole a estas completa jurisdicción sobre dicho territorio.
Por primera vez la final del torneo no se disputó en el conurbano bonaerense, con la ciudad de Rosario siendo elegida a través de un sorteo. El partido se disputó en Plaza Jewell, la tradicional cancha del Club Atlético del Rosario.
Si bien los seleccionados de la UAR ya habían obtenido 16 títulos (11 de Provincia y 5 de Capital), este fue el primer título para el seleccionado unificado de Buenos Aires, que se consagró luego de derrotar a la Unión de Rugby de Rosario en la final 18-11.

## Equipos participantes
Participaron de esta edición once equipos: diez uniones provinciales y la Unión Argentina de Rugby, representada por el equipo de Buenos Aires. 
| Equipo         | Unión                                                |
| -------------- | ---------------------------------------------------- |
| Alto Valle     | Unión de Rugby del Alto Valle de Río Negro y Neuquén |
| Buenos Aires   | Unión Argentina de Rugby                             |
| Córdoba        | Unión Cordobesa de Rugby                             |
| Cuyo           | Unión de Rugby de Cuyo                               |
| Mar del Plata  | Unión de Rugby de Mar del Plata                      |
| Norte          | Unión de Rugby del Norte                             |
| Rosario        | Unión de Rugby de Rosario                            |
| San Juan       | Unión Sanjuanina de Rugby                            |
| Santa Fe       | Unión Santafesina de Rugby                           |
| Sur            | Unión de Rugby del Sur                               |
| Valle de Lerma | Unión de Rugby del Valle de Lerma                    |

## Primera fase

### Zona A
| Pos. | Equipos  | Partidos | Partidos | Partidos | Tantos | Tantos | Tantos |
| Pos. | Equipos  | G        | E        | P        | PF     | PC     | DP     |
| ---- | -------- | -------- | -------- | -------- | ------ | ------ | ------ |
| 1.°  | Rosario  | 1        | 0        | 0        | 42     | 3      | +39    |
| 2.°  | Santa Fe | 0        | 0        | 1        | 3      | 42     | -39    |

| 30 de septiembre | Santa Fe         | 3 - 42  | Rosario | Santa Fe,                                        |                                                  |
|                  | Penales: F. Imaz | Reporte | Tries: R. Abalos J. Imhoff J. Fernández Bussy M. Paván A. Robson J. Orengo W. Villar scrum Conversiones: J. Seaton A. Robson M. Bouza | Árbitro(s): Manuel A. Peralta Martínez (Córdoba) | Árbitro(s): Manuel A. Peralta Martínez (Córdoba) |

### Zona B
| Pos. | Equipos       | Partidos | Partidos | Partidos | Tantos | Tantos | Tantos |
| Pos. | Equipos       | G        | E        | P        | PF     | PC     | DP     |
| ---- | ------------- | -------- | -------- | -------- | ------ | ------ | ------ |
| 1.°  | Mar del Plata | 2        | 0        | 0        | 80     | 6      | +74    |
| 2.°  | Sur           | 1        | 0        | 1        | 22     | 20     | +2     |
| 3.°  | Alto Valle    | 0        | 0        | 2        | 6      | 82     | -76    |

| 18 de agosto | Sur             | 3 - 17  | Mar del Plata                                                  | Bahia Blanca,                            |                                          |
|              | Drops: F. Salas | Reporte | Tries: L. Prieto G. Beverino O. Sastre Conversiones: L. Prieto | Árbitro(s): Sergio Losada (Buenos Aires) | Árbitro(s): Sergio Losada (Buenos Aires) |

| 2 de septiembre | Mar del Plata | 63 - 3  | Alto Valle      | Mar del Plata,                                |                                               |
|                 | Tries: A. Verde G. Beverino O. Arroyo E. Van Domselaar S. Vial E. Corbacho C. Olivera J. Casanegra A. Salinas L. Ferrari C. Alonso Conversiones: J. Casanegra E. Ferrari C. alonso Penales: E. Ferrari | Reporte | Tries: D. Ponce | Árbitro(s): Raúl Infante Julio (Bahía Blanca) | Árbitro(s): Raúl Infante Julio (Bahía Blanca) |

| 30 de septiembre | Alto Valle       | 3 - 19  | Sur                                                                                                 | Neuquén,                                 |                                          |
|                  | Tries: J. Torres | Reporte | Tries: J. Surbayrole N. Capiatti H. Barzola Conversiones: A. Torres J. Tuminello Penales: A. Torres | Árbitro(s): Roberto E. Puccino (Neuquén) | Árbitro(s): Roberto E. Puccino (Neuquén) |

### Zona C
| Pos. | Equipos        | Partidos | Partidos | Partidos | Tantos | Tantos | Tantos |
| Pos. | Equipos        | G        | E        | P        | PF     | PC     | DP     |
| ---- | -------------- | -------- | -------- | -------- | ------ | ------ | ------ |
| 1.°  | Córdoba        | 2        | 0        | 0        | 52     | 14     | +38    |
| 2.°  | Norte          | 1        | 0        | 1        | 24     | 17     | +7     |
| 3.°  | Valle de Lerma | 0        | 0        | 2        | 5      | 50     | -45    |

| 18 de agosto | Norte                                    | 15 - 0  | Valle de Lerma | Tucumán,                            |                                     |
|              | Tries: J. Paz J. Musso Penales: J. Terán | Reporte |                | Árbitro(s): Rolando Vélez (Córdoba) | Árbitro(s): Rolando Vélez (Córdoba) |

| 2 de septiembre | Valle de Lerma                             | 5 - 35  | Córdoba | Salta,                                  |                                         |
|                 | Tries: E. Clement Conversiones: E. Clement | Reporte | Tries: L. Rodríguez E. Quetglas R. Larrinaga J. Imas E. Freguglia H. Astrada Conversiones: R. González del Solar | Árbitro(s): Orlando B. Guzmán (Tucumán) | Árbitro(s): Orlando B. Guzmán (Tucumán) |

| 30 de septiembre | Córdoba                                                                                                | 17 - 9  | Norte                                     | Córdoba,                               |                                        |
|                  | Tries: J. Riciardello L. Rodríguez H. Astrada E. Quetglas Conversiones: C. Feretti Penales: C. Feretti | Reporte | Tries: C. Ponce J. Auad Penales: C. Ponce | Árbitro(s): Benjamín Kaffman (Rosario) | Árbitro(s): Benjamín Kaffman (Rosario) |

### Zona D
| Pos. | Equipos      | Partidos | Partidos | Partidos | Tantos | Tantos | Tantos |
| Pos. | Equipos      | G        | E        | P        | PF     | PC     | DP     |
| ---- | ------------ | -------- | -------- | -------- | ------ | ------ | ------ |
| 1.°  | Buenos Aires | 2        | 0        | 0        | 124    | 9      | +115   |
| 2.°  | Cuyo         | 0        | 1        | 1        | 12     | 55     | -43    |
| 3.°  | San Juan     | 0        | 1        | 1        | 9      | 81     | -72    |

| 15 de agosto | Buenos Aires | 49 - 6  | Cuyo                          | CASI, San Isidro                           |                                            |
|              | Tries: H. Goti C. Álvarez C. Blaksley J. Lavayén G. Montes de Oca J. C. Queirolo R. Schmidt Conversiones: J. C. Queirolo M. Molina Berro F. Villamil | Reporte | Tries: H. Scaiola J. Caviggia | Árbitro(s): Manuel Di Luca (Mar del Plata) | Árbitro(s): Manuel Di Luca (Mar del Plata) |

| 2 de septiembre | Cuyo                          | 6 - 6   | San Juan                                  | Mendoza,                          |                                   |
|                 | Tries: C. Villanueva B. Ortiz | Reporte | Tries: A. Echegaray Penales: A. Echegaray | Árbitro(s): Jorge Schor (Rosario) | Árbitro(s): Jorge Schor (Rosario) |

| 30 de septiembre | San Juan | 3 - 75  | Buenos Aires | San Juan,                              |                                        |
|                  |          | Reporte |              | Árbitro(s): Néstor Tula (Buenos Aires) | Árbitro(s): Néstor Tula (Buenos Aires) |

## Segunda fase
|  | Semifinales   | Semifinales   | Semifinales  |              |         | Final         | Final         | Final         |  |
|  | 7 de octubre  | 7 de octubre  | 7 de octubre |              |         | 12 de octubre | 12 de octubre | 12 de octubre |  |
|  |               |               |              |              |         |               |               |               |  |
|  |               |               |              |              |         |               |               |               |  |
|  | Rosario       | Rosario       | 18           |              |         |               |               |               |  |
|  | Rosario       | Rosario       | 18           |              |         |               |               |               |  |
|  | Mar del Plata | Mar del Plata | 6            |              |         |               |               |               |  |
|  | Mar del Plata | Mar del Plata | 6            |              | Rosario | Rosario       | 11            |               |  |
|  |               |               |              |              | Rosario | Rosario       | 11            |               |  |
|  |               |               | Buenos Aires | Buenos Aires | 18      |               |               |               |  |
|  | Buenos Aires  | Buenos Aires  | Buenos Aires | Buenos Aires | 18      | 23            |               |               |  |
|  | Buenos Aires  | Buenos Aires  |              |              |         | 23            |               |               |  |
|  | Córdoba       | Córdoba       | 5            |              |         |               |               |               |  |
|  | Córdoba       | Córdoba       | 5            |              |         |               |               |               |  |
|  |               |               |              |              |         |               |               |               |  |

### Semifinales
| 7 de octubre | Rosario                       | 18 - 6  | Mar del Plata                 | Plaza Jewell, Rosario                      |                                            |
|              | Tries: Conversiones: Penales: | Reporte | Tries: Conversiones: Penales: | Árbitro(s): Ricardo Colombo (Buenos Aires) | Árbitro(s): Ricardo Colombo (Buenos Aires) |

| 7 de octubre | Buenos Aires                                                                | 23 - 5  | Córdoba                                     | CASI, San Isidro                        |                                         |
|              | Tries: H. Goti C. Blaksley J. Lavayén F. Villamil Conversiones: J. Queirolo | Reporte | Tries: R. Carballo Conversiones: C. Feretti | Árbitro(s): Eduardo Niño (Buenos Aires) | Árbitro(s): Eduardo Niño (Buenos Aires) |

### Final
| 12 de octubre | Rosario                                                     | 11 - 18 | Buenos Aires                                                                              | Plaza Jewell, Rosario                   |                                         |
|               | Tries: O. Aletta Conversiones: A. Robson Penales: A. Robson | Reporte | Tries: J. Queirolo R. Hogg Conversiones: M. Molina Berro J. Queirolo Penales: J. Queirolo | Árbitro(s): Eduardo Niño (Buenos Aires) | Árbitro(s): Eduardo Niño (Buenos Aires) |

|                      |
| Buenos Aires Campeón |
| Primer título        |